# Bürgerwacht (Zeitschrift)
Bürgerwacht war der Name einer in Hannover erschienenen Zeitschrift. Sie war das Organ der dortigen Bürgervereine und erschien ab 1927 in der Zeit der Weimarer Republik und während der Zeit des Nationalsozialismus bis 1941. Hauptmitarbeiter war der nationalistisch eingestellte Journalist Karl Anlauf, ein erbitterter Gegner des hannoverschen Oberbürgermeisters Robert Leinert.
Die Bürgerwacht war vereinigt mit der Hannoverschen Bürgerzeitung, dem amtlichen Organ des Stadtverbandes Groß-Hannover. Sie erschien mit wechselnden Nebentiteln im Verlag Schlüter.